# ابن عبد السميع
الشّريف عبد الرّحمن بن محمّد بن عبد السّميع الهاشمي العبّاسي الواسطي يعرف موجزا بـابن عبد السّميع وملقب بـشرف الدين (مارس 1144 - 28 يناير 1224) عالم مسلم عراقي وأديب عربي من أهل القرن السادس الهجري. ولد بواسط وهو ينتمي إلى عائلة عباسية شريفة وبدأ دراسته فيها ثم في بغداد من علماء عصره وكتب الكثير، منهم اللباب المنقول في فضائل الرسول والدر المنثور في معرفة الأيام والشهور وتعبير الرؤيا. هو شافعي المذهب، عَِرف بحسن نقله وثقته في علم الحديث، وحدث بالكثير وله مصنفات وأشعار. توفي بواسط ودفن بدير وردان، مكان غير معروف في الحاضر.

## نسبه
هو عبد الرحمن بن محمد بن عبد السميع بن عبد الله بن عبد السميع بن علي بن القاسم بن الفضل بن الحسين بن أحمد بن جعفر بن سليمان بن علي بن عبد الله بن العباس بن عبد المطلب، أبو طالب بن أبي الفتح الهاشمي العبّاسي الواسطي. وكان يسمي بواسط «الشيناتي» لأنه اجتمع فيه سبن شينات، «لم تجتمع في أحد سواه من ذوي الشرف». ويلقب شرف الدين.

## سيرته
ولد في شهر رمضان سنة ثمان وثلاثين وخمسمائة/ مارس 1144 بواسط. سمع بواسط من إبي جعفر ابن البوقي، وأبي الحسن علي بن مبارك بن نغوبا، وأبي طالب محمد بن علي الكتاني، وسمع ببغداد من أبي المظفر هبة الله بن أحمد ابن الشبلي، وأبي الفتح بن البطي، ويحيى بن ثابت. حدث بمسند مسدّد ابن مسرهد عن علي بن نغويا. وأصبح إماماً في عصره ووصف بأنه كان ثقة صحيح السماع، فاضلاً، مصنّفاً، جيد الكلام في الوعظ، وله مديح كثير في الناصر لدين الله أبي العباس أحمد.

حدث عنه أبو الطاهر بن الأنماطي، وعبد الصمد بن أبي الجيش، وعز الدين الفاروثي، وابن الدبيثي وجماعة، وبالإجازة أبو المعالي الأبرقوهي.
توفي بواسط ودفن بدير وردان غربي واسط في سادس المحرم سنة إحدى وعشرين وستمائة/ 28 يناير 1224.

## مؤلفاته
- اللباب المنقول في فضائل الرسول
- الدر المنثور في معرفة الأيام والشهور
- المناقب العباسية
- مجموع الرسائل والوسائل
- تعبير الرؤيا
- الدرّة الفريدة‌ في العقيدة، وهي أرجوزة.
- النخف في الخطب
- الخواطر العقلية والفصول الوعظية

## شعره
من شعره في ذم الدنيا: